# Metopius transcaspicus
Metopius transcaspicus är en stekelart som beskrevs av Clement 1930. Metopius transcaspicus ingår i släktet Metopius och familjen brokparasitsteklar. Inga underarter finns listade i Catalogue of Life.